# Prathersville
Prathersville – wieś w Stanach Zjednoczonych, w stanie Missouri, w hrabstwie Clay.